# Marcel Treich-Laplène

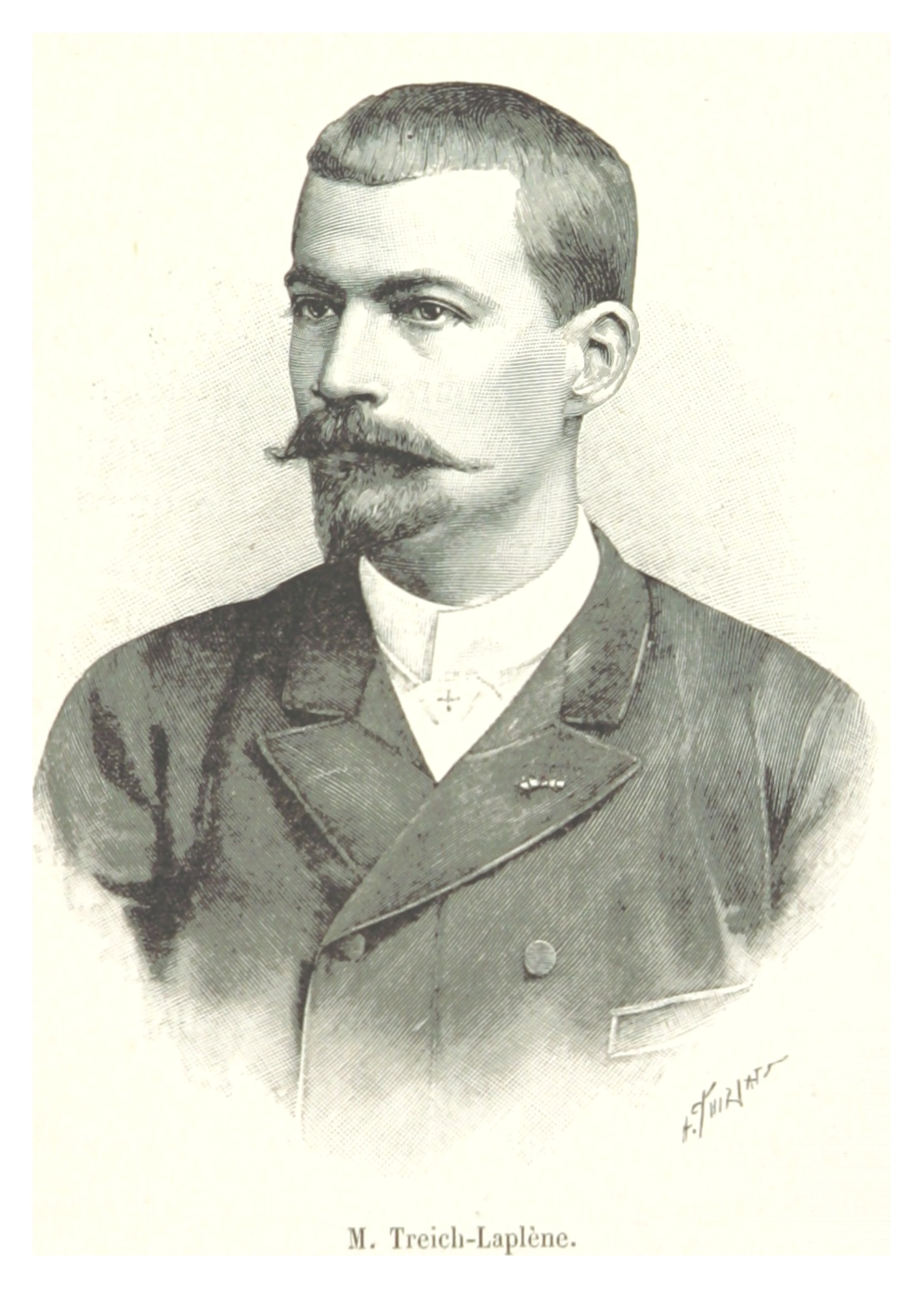
Marcel Treich-Laplène

Marcel Treich-Laplène (* 24. Juni 1860 in Ussel, Département Corrèze; † 9. März 1890 vor Grand-Bassam) war ein französischer Entdecker und gilt als Gründer der französischen Kolonie Elfenbeinküste.

## Biographie
Treich-Laplène stammte aus einer wohlhabenden Familie, sein Vater war Notar und leitete die Amtsgeschäfte seiner Heimatgemeinde. Seine Schulzeit verbrachte er durchgehend in christlichen Schulen, zuerst besuchte er eine Grundschule, die von Padres geleitet wurde und anschließend eine weiterführende Jesuitenschule in Poitiers. Dort machte er 1878 seinen Abschluss und leistete im Anschluss seinen Militärdienst. Dazu war er in Algerien in der Kolonialverwaltung eingesetzt. Lediglich bei einem Feldzug im Süden von Oran gehörte er als Unteroffizier der Artillerie an.
Nach dem Ende seiner Militärzeit kehrte er 1882 nach Frankreich zurück. Sein Vater war während seiner Abwesenheit auf Mayotte verstorben und er begann, seinem Vater folgend, ein Jurastudium an der Hochschule von La Rochelle. Dieses langweilte ihn jedoch schnell. Als ein Freund der Familie, der damalige Präfekt vom Département Charente, ihn dem Händler und Reeder Arthur Verdier vorstellte, wurden dieser und Treich-Laplène schnell einig. Treich-Laplène wurde Aufseher auf dessen Plantage in Élima, welches zu Assini gehörte. Noch im selben Jahr unternahm Treich-Laplène seine erste kleine Expedition. Da auf der Plantage Erntehelfer fehlten, sollte er im Hinterland, das aus unwegsamem Urwald bestand, eingeborene Arbeitskräfte anwerben. Immer wenn Verdier nicht vor Ort war, was durch seine Funktion als Resident des Marinestützpunkts Grand-Bassam oft vorkam, wurde Treich-Laplène die Verantwortung für das Protektorat Assini übertragen. In dieser Funktion überwachte er auch die Bewegungen der britischen Kolonialkräfte und erstattete regelmäßig Bericht nach Grand-Bassam. 
Um die kolonialen Ansprüche zu sichern, wurde er 1887 beauftragt, eine Expedition ins Landesinnere zu unternehmen. Neben Treich-Laplène gehörten zwei Übersetzer, fünf Scharfschützen von der assinischen Miliz, fünfzehn Träger und drei Diener für seine persönlichen Belange zum Expeditionscorps, alles Einheimische. Ausgehend von Krinjabo führte der Weg nach zuerst nach Aboisso, dem am weitesten von der Küste entfernten bekannten Ort. Die nächste Etappe war Diangui, heute Ayamé, gefolgt von Abengourou und Yacassé im Becken des Comoé. Immer Richtung Bondoukou. Dabei handelte er mit drei Regionalkönigen Verträge für die östlichen Gebiete der Elfenbeinküste aus, die die französische Vorherrschaft festigen sollten.
Nach dieser drei Monate dauernden Expedition, die er trotz Erkrankung zu Ende führte, kehrte Treich-Laplène kurz nach Frankreich zurück, um seine Mutter und seine Schwestern zu besuchen. Dort erhielt er eine Auszeichnung der Société de Topographie de France. Weiterhin wurde er zu einer Audienz beim Untersekretär des Marineministeriums Eugéne Étienne eingeladen, wo er eine Karte seiner Expedition übergab. Auch die von den Stammesoberhäuptern unterzeichneten Verträge wurden bei dieser Gelegenheit übergeben.
Als Louis-Gustave Binger 1888 im Ostteil der Elfenbeinküste mit seiner Expedition zur Sicherung der Gebietsansprüche steckenblieb, wurde Treich-Laplène mit einer Rückführungsmission beauftragt. Die Rettung Bingers verzögerte sich jedoch durch den labilen Gesundheitszustands Treich-Laplènes. Erst im August 1888 wurde mit den Vorbereitungen für diese zweite Expedition begonnen. Das Expeditionscorps war einschließlich Treich-Laplène als einzigem Weißen 45 Mann stark und bestand aus neun Milizionären, zwei Unteroffizieren, dazu Träger, Kuriere und Übersetzer. Anfang September verließ der Trupp Elima auf der von der ersten Exploration bekannten Route. Um schneller voranzukommen wurde ein Teil der Strecke mit Piroggen auf dem Lac d’Ayamé zurückgelegt. Im Januar 1889 traf er mit Louis-Gustave Binger in Bondoukou zusammen. Die beiden führten die Expedition im Osten fort und konnten noch mehrere Verträge mit Stammes- und Stadtoberhäuptern schließen. Dafür wurde er zum Ritter der Ehrenlegion ernannt.
Am Ende der Expedition schiffte sich Treich-Laplène nach Frankreich ein, um dort seine Erkrankung zu kurieren, kehrte aber noch im selben Jahr zurück, da er zum Zivilverwalter von Grand-Bassam und den vertraglich gebundenen Gebieten ernannt wurde. Er gilt als erster Kolonialverwalter der Elfenbeinküste durch von ihm gefestigte Gebietsansprüche. Durch seine Funktion und Verdienste wird er als Gründer der Elfenbeinküste betrachtet, auch wenn sein Nachfolger, Binger, später erster Gouverneur der Kolonie, oft als Gründer bezeichnet wird.
Im Jahr 1890 kam es zu Aufständen in Jacqueville. Treich-Laplène unternahm eine Strafexpedition, von der er so geschwächt zurückkehrte, dass er sofort auf ein Schiff Richtung Frankreich gebracht wurde. An Bord dieses Schiffes, der Ville de Maceio, verstarb er an dem ihn schon seit der ersten Expedition heimsuchenden hämorrhagischen Fiebers. In Bassam begraben wurde sein Leichnam später nach Ussel, seinem Heimatort, überführt.

## Ehrungen
- Medaille der Société de Topographie de France
- Ritter der Ehrenlegion[1]
- Der Ort Treichville ist nach ihm benannt.
- Eine Straße in La Rochelle und in seinem Heimatort tragen seinen Namen.
- In La Rochelle steht ein Denkmal (aux Éléphants), auf dem er mit Arthur Verdier und Amédée Brétignère verewigt ist.[2]
- 1952 wurde eine Briefmarke mit seiner Büste aufgelegt.[3]